# Dicranomyia (Dicranomyia) agape
Dicranomyia (Dicranomyia) agape is een tweevleugelige uit de familie steltmuggen (Limoniidae). De soort komt voor in het Australaziatisch gebied.